# برج کبوتر بوان
برج کبوتر بوان مربوط به دوره قاجار است و در شهرستان شهرضا، بخش مرکزی، دهستان منظریه، روستای بوان واقع شده و این اثر در تاریخ ۲۶ اسفند ۱۳۸۶ با شمارهٔ ثبت ۲۱۸۱۷ به‌عنوان یکی از آثار ملی ایران به ثبت رسیده است.